# Kolubryna

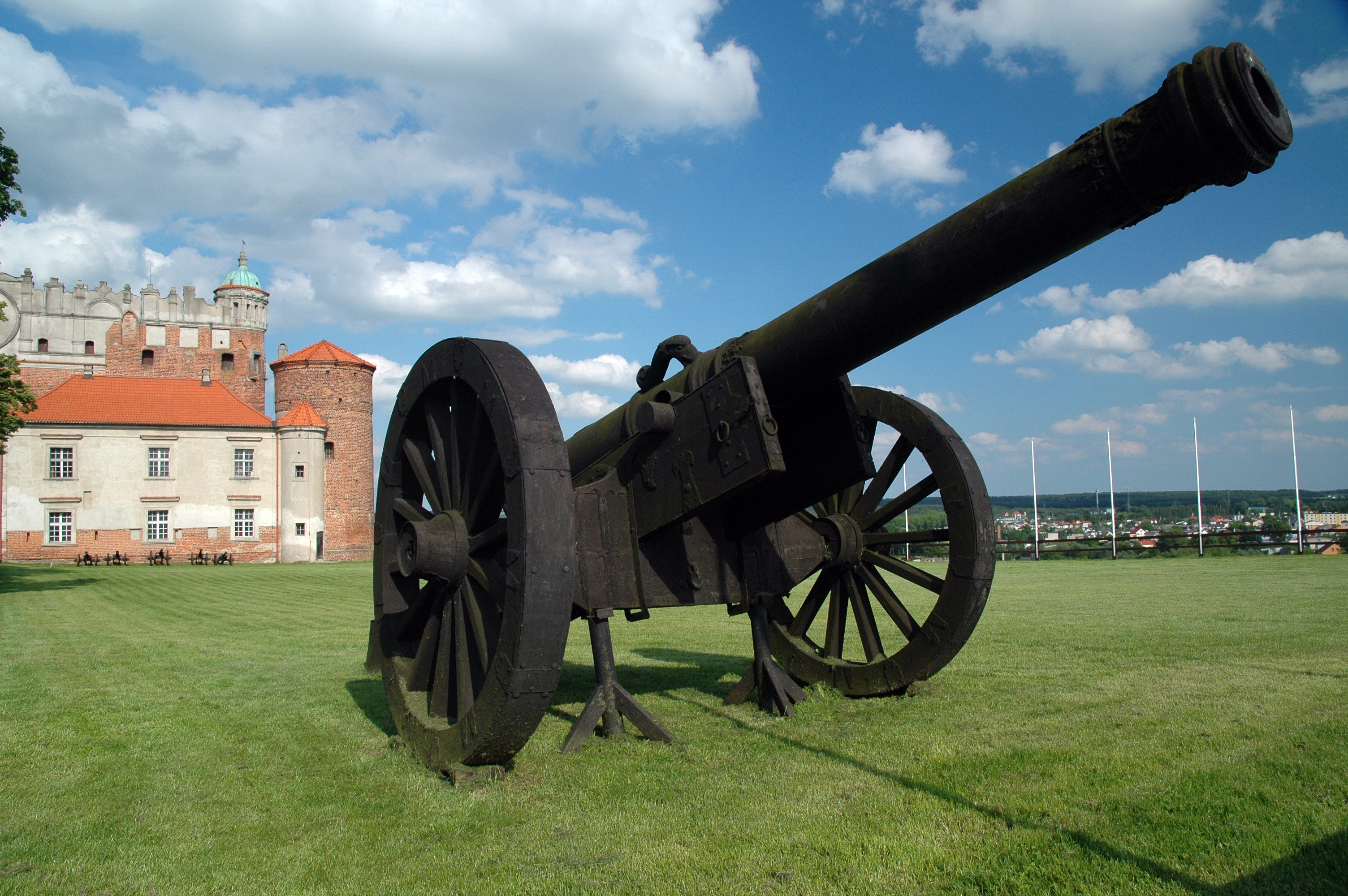
Kolubryna z filmu Potop stojąca na zamku w Golubiu

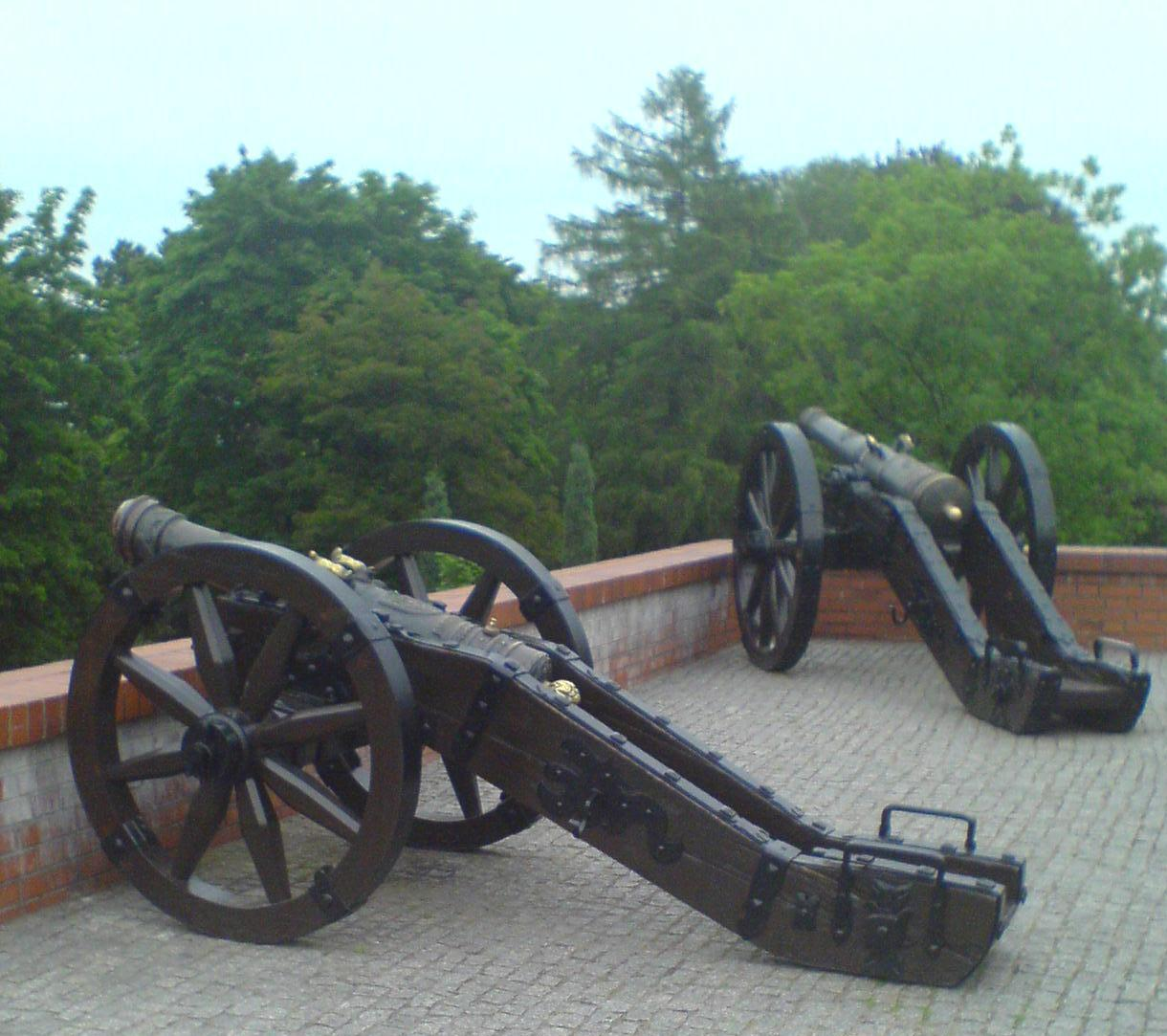
Repliki kolubryn z klasztoru na Jasnej Górze stojące na Bastionie św. Rocha

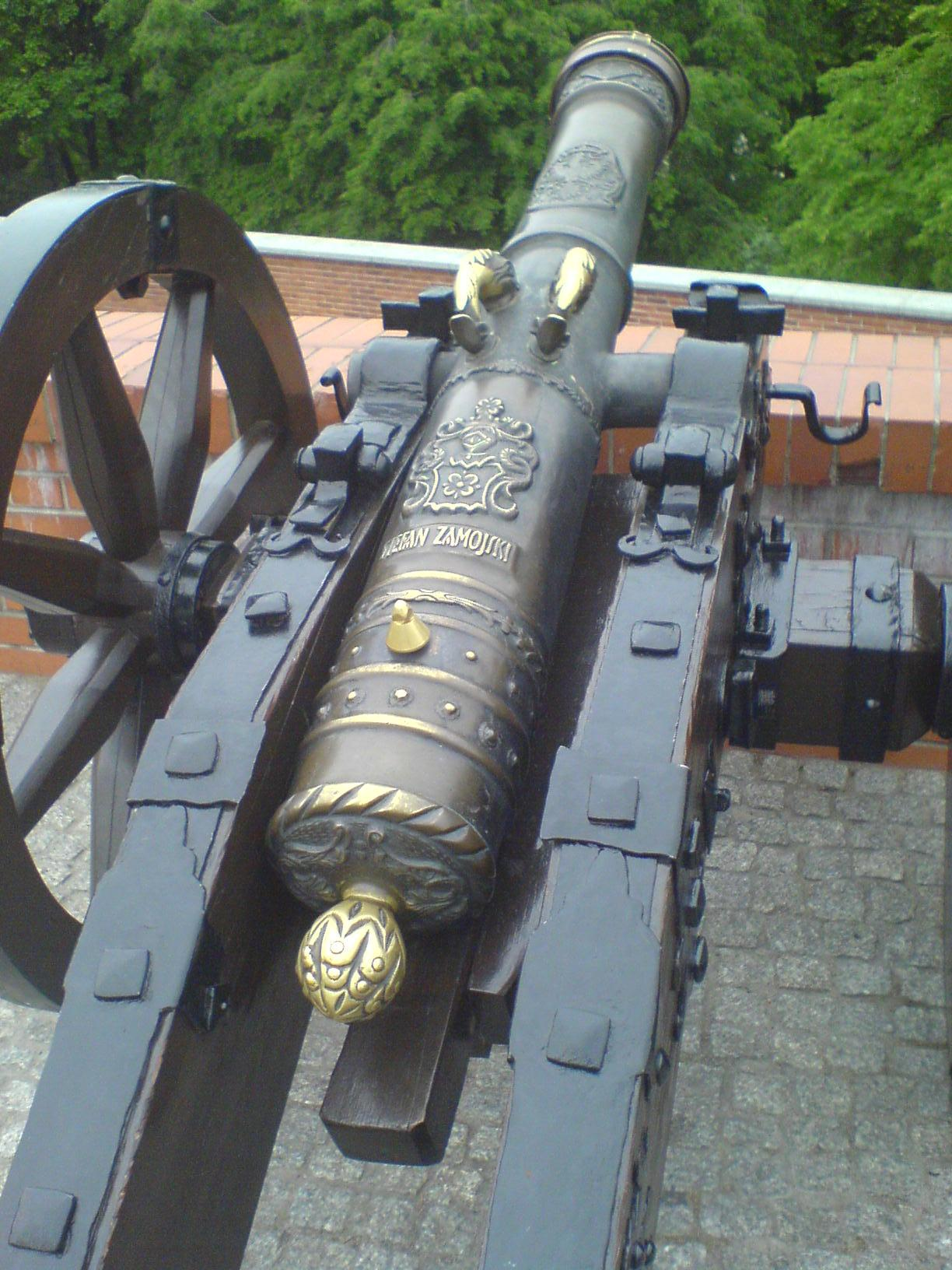
Replika kolubryny z klasztoru na Jasnej Górze stojąca na Bastionie św. Rocha

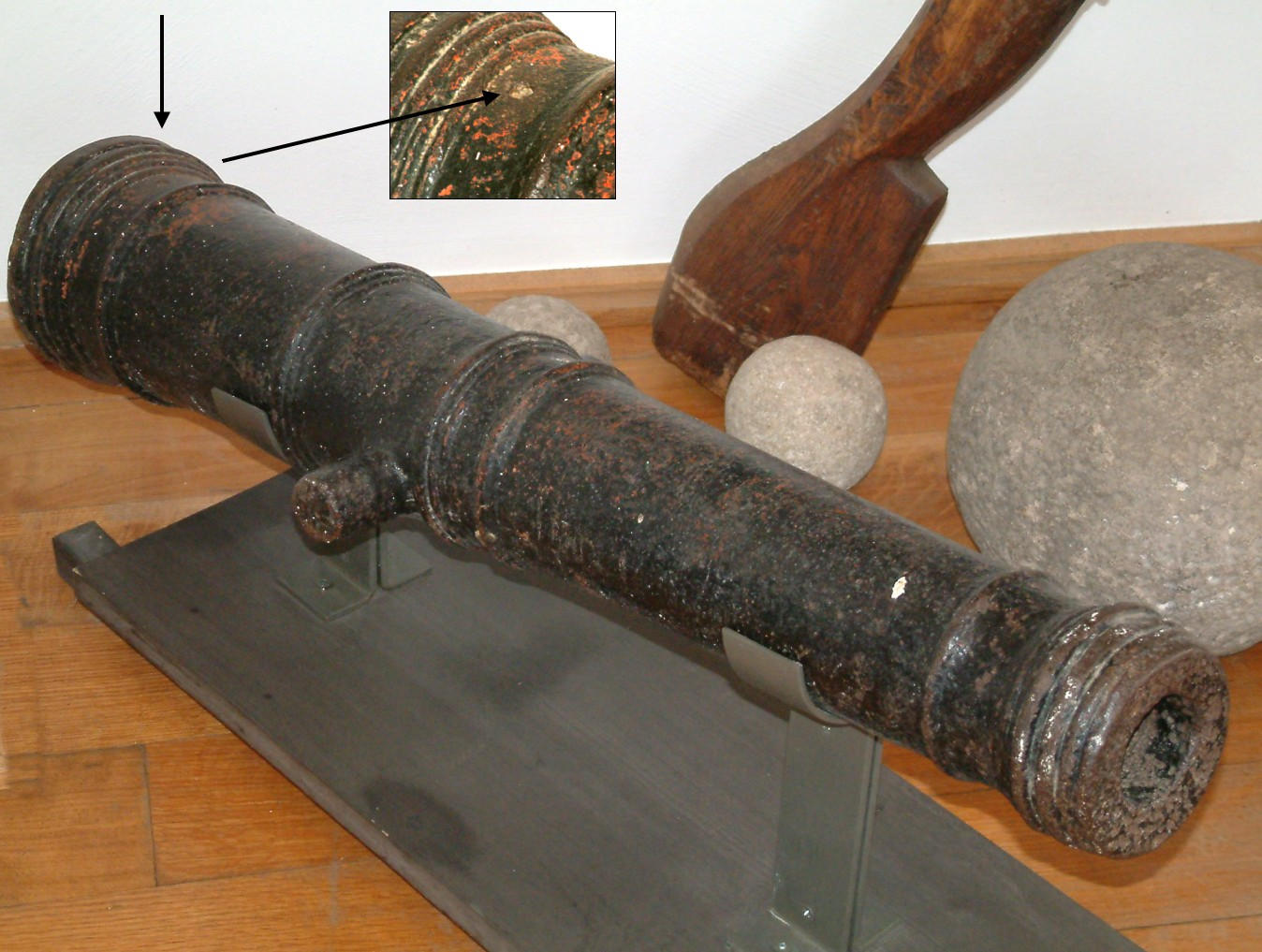
Oktawa kolubryna kalibru 6 cm

Kolubryna – ogólna nazwa odprzodowych dział artyleryjskich używanych w XVI i XVII wieku.
Nazwa kolubryna pochodzi od łacińskiego słowa colubra – żmija, wężyca; we Francji, gdzie przede wszystkim były używane, nazywane były coulevrine, W Niemczech szlangi. Tego typu działa nazywano także kulewryna, wężownice lub serpentyny.
Działa tego typu charakteryzowały się grubościenną lufą o długości 27–40 kalibrów, wykonaną ze spiżu lub żeliwa. Wagomiar kolubryn wahał się od 1 do 40 funtów, co odpowiadało kalibrom 55–210 mm.
Kolubryny o dłuższych lufach nazywano pospolitymi lub ekstraordynaryjnymi, o krótszych – bastardami lub bękartami.

## Podział w zależności od kalibru
- kolubryny podwójne (kaliber ok. 180 mm, czasami więcej)
- kolubryny pojedyncze (ok. 150 mm)
- notszlangi (tzw. kolubryny 3/4) (ok. 135 mm)
- półkolubryny (ok. 115 mm)
- ćwierćkolubryny (w Polsce zwane falkonami lub sokołami) (ok. 95 mm)
- oktawy kolubryny (w Polsce znane jako półfalkony lub sokoliki) (do 70 mm)

Masa lufy kolubryny wynosiła od 750 kg (oktawa kolubryna) do 6000 kg (kolubryna podwójna).
Ze względu na dużą donośność i skuteczność pocisku, kolubryny o większym wagomiarze stosowano do niszczenia fortyfikacji, o mniejszym – do rażenia siły żywej przeciwnika na dużych odległościach.